# Higiene
|  | Per a altres significats, vegeu «Higiene laboral». |

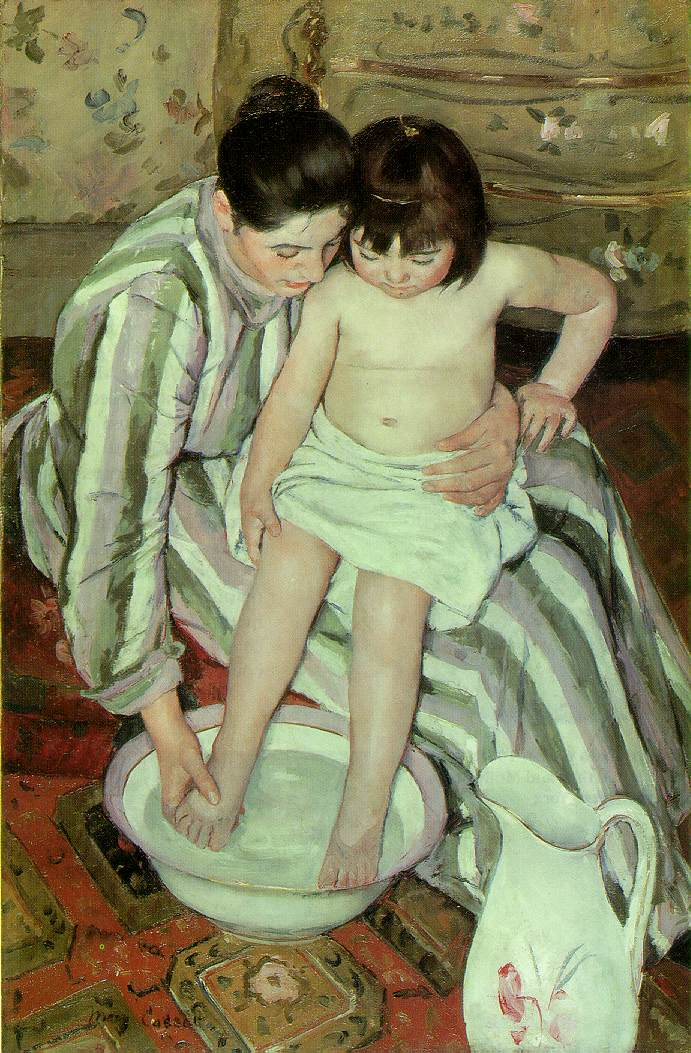
Higiene corporal

La higiene és un conjunt de mesures destinades a prevenir les infeccions i l'aparició de malalties infeccioses. Es basa essencialment en tres accions:
- La neteja;
- La desinfecció;
- La conservació.

Un higienista és una persona entesa en higiene o encarregada de la gestió de la higiene en una empresa o institució.

## Aposta de salut pública
La higiene és una aposta de salut pública, l'accés a un entorn (aigua, aire, sòl, ecosistemes) sa és una condició per al desenvolupament sostenible. L'accés a l'aigua potable ha estat reconegut en la Cimera de la Terra de Johannesburg com una aposta per al segle xxi. Això passa també per una reducció i bona gestió de les deixalles i de les substàncies tòxiques.
En un context globalitzat, les mesures d'higiene (utilització del preservatiu, quarantenes, ...) es fan essencials i, fins i tot, són crucials al principi d'una epidèmia o d'una pandèmia (sida, tuberculosi, grip, etcètera).

## Neteja
L'objectiu de la neteja és eliminar les matèries indesitjables, com la matèria orgànica o les matèries minerals, que poden contenir microorganismes. La detersió és l'acció de neteja que consisteix a prendre les brutícies que s'adhereixen a l'objecte o al teixit viu. La neteja feta en general intervenir 4 paràmetres: una acció mecànica (pressió de l'aigua, fregar...), químic (dissolució de certes matèries com els greixos), la temperatura de l'aigua i finalment el temps d'acció del detergent. El mètode i el producte a utilitzar depenen de la naturalesa de la taca i d'allò que cal netejar; per a la higiene corpòria, s'utilitzen, en general, aigua tèbia sense pressió o a baixa pressió i sabó, però per a instruments, es poden utilitzar mètodes més agressius. La neteja no té més que una acció momentània.

## Desinfecció i esterilització
La desinfecció consisteix a matar, eliminar o inactivar els microorganismes (paràsits, bacteris) o els virus indesitjables. Quan la desinfecció es refereix a un teixit viu, es parla d'antisèpsia; quan es refereix al material de cura, es parla de descontaminació. L'antisèpsia i la desinfecció tenen una acció limitada en el temps.
L'esterilització consisteix a eliminar material la totalitat dels microorganismes, i a condicionar aquest material per mantenir aquest estat d'esterilitat.

## Mètodes emprats
Químics, vapor, temperatura i pressió (pasteurització, autoclau). Les radiacions al vapor serveixen, particularment, a les sales d'operacions, ja que la desinfecció és quasi completa.

## Història
La higiene ha estat estretament vinculat al procés civilitzatori. A través dels diversos volums de la Histoire de la vie privée, dirigits per Philippe Ariès i Georges Duby (edicions Seuil, París, 1987), refarem allò que ha representat la higiene en el procés de civilització.
A les ribes del Tigris i l'Eufrates, o més tard del Nil, les antigues civilitzacions ja van saber valorar l'aigua com a font de vida. La Grècia Clàssica va vincular l'origen de molts déus i herois a l'aigua, i Hipòcrates i Galè n'estudiaren les propietats.
Els romans, a més de recollir la tradició filosòfica i mitològica dels grecs, van ser els grans constructors de l'aigua, amb aqüeductes, ponts i sobretot banys públics. Les termes romanes foren centres de la vida política i social i de les terapèutiques hídriques.
La caiguda de la cultura clàssica comportà una reculada. A l'edat mitjana europea la brutícia campava. Només els àrabs van saber valorar i recollir el llegat clàssic. La tradició clàssica de romans i d'àrabs pel bany va deixar una forta empenta als actuals Països Catalans, com els coneguts banys àrabs de Girona, Mallorca i València.
Durant els segles XI i xii dC, els banys van quedar reclosos als monestirs i a la bona societat laica. Per exemple, a l'ordre de Cluny, el costum prescrivia per als monjos un bany complet dues vegades a l'any: un per Nadal i l'altre per Pasqua. L'orde del Cister ubicava al bell mig del claustre una font que permetia rentar-se les mans després de la feina i purificar l'esperit abans d'entrar a les dependències del monestir. El monestir de Poblet n'és un bell exemple.
Només a l'Europa central i del nord-est es practicaven, de forma freqüent, el bany amb aigua o al vapor de les estufes, sol o en grup. La sauna està documentada a Bohèmia i Saxònia des del 973 dC. A Baden (Suïssa), l'any 1416 dC, coneixem l'existència de banys que són comuns per a dones, homes, nens i nenes, i també sabem de l'existència de banys elegants a les cases privades. Qualsevulla podia anar a aquests banys per contemplar, parlar, jugar o relaxar-se.
Però, en qualsevol cas, generalment, fins a mitjans del segle XVIII, la netedat prescindeix de l'aigua i ignora el cos, a excepció del rostre i de les mans que són les úniques parts del cos que es mostren. El diari de Jean Héroard, metge del rei Lluís XIII, és suficientment explícit respecte a la higiene a principis del segle XVIII: al nen rei se’l neteja, però durant el seu primer any de vida només apareix una vegada la paraula "banyat". En els anys posteriors es menciona "pentinat, vestit" i "les mans netes", però mai es nomena una neteja més completa. Es pot afirmar que una brutícia orgullosa regnava a la Cort més important del món.
Des de principis del segle XIX són molts els factors que contribueixen a accentuar les antigues exigències monàstiques de netedat. El descobriment dels mecanismes de la respiració i el gran èxit de la teoria infeccionista porten a subratllar els riscos de l'obturació dels porus pel greix, portadora de miasmes; és a dir, d'efluvis nocius causant d'infeccions i epidèmies. Els descobriments de Pasteur i Koch, fundadors de la microbiologia, revolucionen la higiene, i faran del fet de rentar-se les mans una nova obligació social.
Tanmateix no cal ser gaire optimista: a París, l'aigua corrent arriba a les darreres plantes dels edificis entre 1865 i 1875, i no és important que la cambra de bany –si n'hi ha- estigui lluny de les habitacions perquè no és d'ús diari. La situació al camp és molt pitjor: les cases són de sostre baix, humides, mal il·luminades i s'amunteguen persones i animals en llocs on és fàcil que es desenvolupin malalties.
A principis del segle XX, la higiene depenia molt del medi social, car les poblacions rurals s'hi van mantenir al marge fins a la Primera Guerra Mundial. En medis socials camperols i obrers l'aigua era minsa i el treball que comportava anar-la a cercar restringia el seu ús. A més, es creia que l'aigua estovava els cossos i, per tant, que el greixum era un signe de salut. En conseqüència es rentaven, sumàriament, el rostre i les mans, poques vegades alguna part del cos més, una o dues vegades al mes els peus, i mai el cap. Rentar-se la totalitat del cos encara no formava part de les cures normals de la neteja.
Finalitzada la Segona Guerra Mundial es generalitza un nou model higiènic. En aquesta època la cambra de bany ja està en totes les noves construccions. La publicitat mostra nous productes: xampús, perfums, desodorants, cremes, filtres solars, etcètera. Les fotos de les revistes són suggestives, el cinema i la televisió imposen noves imatges i models. Tot plegat comporta noves pràctiques socials. Per exemple, a finals del decenni dels seixanta del segle passat, enquestes sobre el pressupost i l'ús del temps mostraven que les dones dedicaven una mitjana d'una hora al dia a la cura del propi cos, mentre que els homes hi dedicaven una mica menys. A finals del segle passat, les enquestes mostren que les cures corporals són més minucioses, diversificades i exigeixen més temps: entre vuit i nou hores i mitja per setmana. El model higiènic és cada cop més exigent i diversificat.